# Porto di Ripetta
Koordinaten: 41° 54′ 18,4″ N, 12° 28′ 30,1″ O

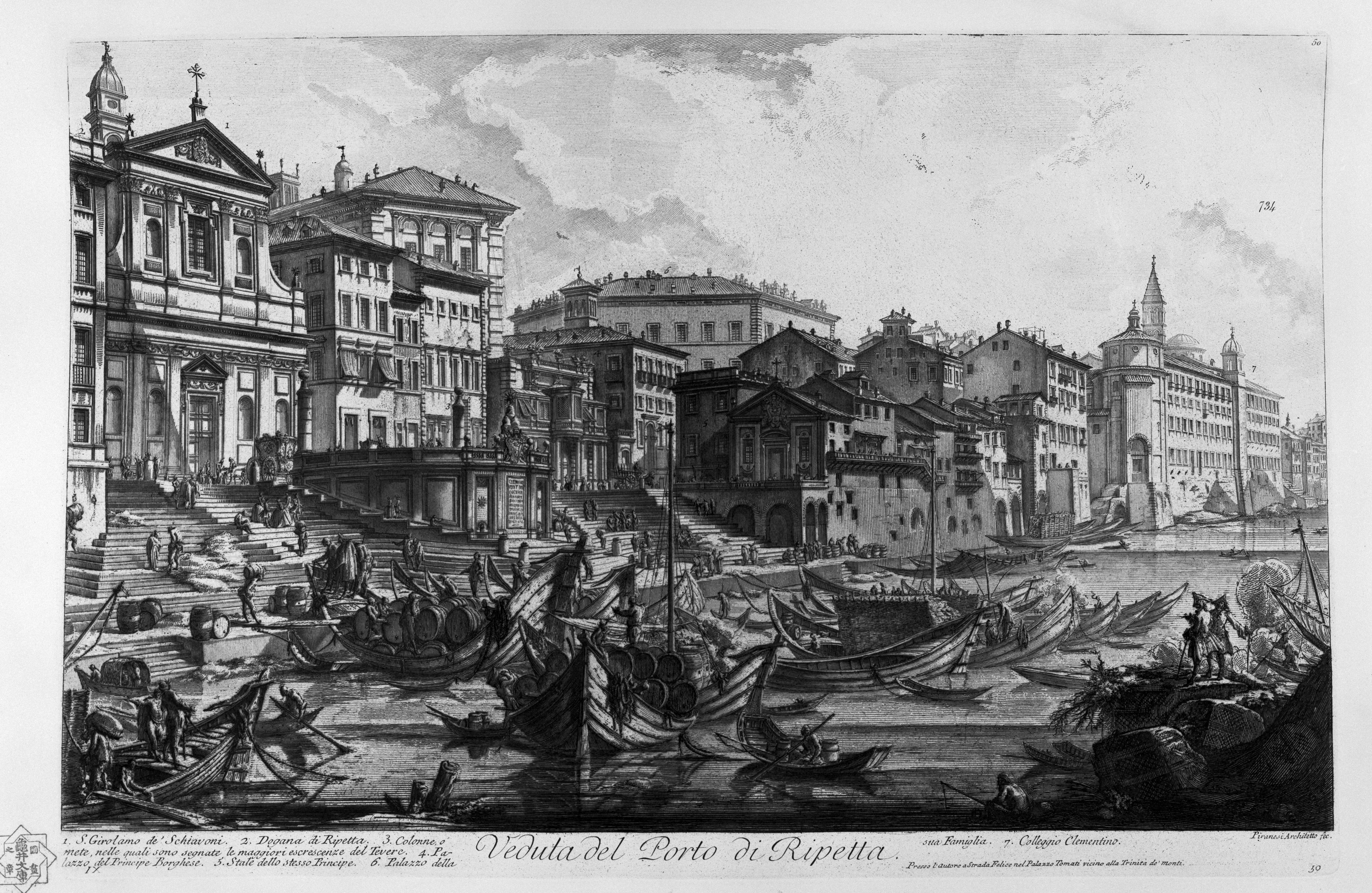
Der Hafen auf einem Stich von Piranesi

Der Hafen von Ripetta oder Porto Clementino war ein Flusshafen Roms am Tiber, in der Gegend vor der Kirche San Girolamo dei Croati.

## Geschichte und Beschreibung
Im 14. Jahrhundert befand sich in der Gegend vor der Kirche San Rocco all’Augusteo ein kleiner rudimentärer Hafen in dem Holz, Kohle und Wein entladen wurden.
Erst zu Beginn des 18. Jahrhunderts genehmigte Papst Clemens XI. das Projekt für den Bau eines neuen imposanten Hafens mit Kais, Treppen und Plätzen.
Der Entwurf wurde dem Architekten Alessandro Specchi anvertraut, der sich der Zusammenarbeit von Carlo Fontana bediente.
Das Werk, für dessen Bau Steine aus dem Kolosseum verwendet wurden, wurde am 16. August 1704 eingeweiht.
Die Konstruktion, ein bedeutendes Beispiel spätbarocker Architektur, zeichnete sich durch zwei große geschwungene Treppen aus, welche die Docks mit der Straße verbanden. In der Mitte befand sich ein Halbkreis, in dem ein Brunnen stand, um die Packtiere zu tränken mit denen die Waren transportiert wurde.
An den Seiten des Halbkreises standen zwei Säulen, die den Stand der Überschwemmungen des Tibers anzeigen.
In der zweiten Hälfte des 19. Jahrhunderts wurden die Flussufer und Straßen entlang des Tiber radikal umkonstruiert, um die Hochwasserschutzmaßnahmen und die Verkehrsanbindung der Stadt zu verbessern. Die neue Straße am linken Ufer heißt Lungotevere in Augusta.
Im Bereich des Porto di Ripetta wurde zwischen 1877 und 1879 eine Eisenbrücke über den Tiber und angrenzend an den Hafen gebaut. Dies wiederum führte zum Bau einer weiteren größeren Brücke, der Ponte Cavour, die 1901 eröffnet wurde, und der Porto di Ripetta wurde abgerissen. Fotografien aus dem späten 19. Jahrhundert dokumentieren den Hafen, die Eisenbrücke und die neue Ponte Cavour.